# Liste des voies du 6e arrondissement de Lyon

La liste des voies du 6e arrondissement de Lyon présente les différentes rues, quais, passages, montées et impasses du 6e arrondissement de la ville de Lyon, chef-lieu du département du Rhône et de la région Auvergne-Rhône-Alpes, en France.
- Haut – A
- B
- C
- D
- E
- F
- G
- H
- I
- J
- K
- L
- M
- N
- O
- P
- Q
- R
- S
- T
- U
- V
- W
- X
- Y
- Z

## A
- Allée Achille-Lignon
- Rue Amédée-Bonnet
- Boulevard Anatole-France
- Rue Antoine-Barbier
- Rue Antoine-Rémond

## B
- Rue Baraban
- Rue Barrème
- Rue Barrier
- Boulevard des Belges
- Rue Bellecombe
- Rue Béranger
- Rue Boileau
- Rue Bossuet
- Boulevard des Brotteaux
- Rue Bugeaud

## C
- Place Cardinal-Jean-Villot
- Passage Cazenove
- Rue des Charmettes
- Quai Charles-de-Gaulle
- Rue de Chevillard
- Passerelle du Collège
- Rue Commandant-Faurax
- Passage Coste
- Rue de Créqui
- Rue Crillon
- Rue Curie
- Rue Curtelin
- Rue Cuvier

## D
- Rue Docteur-Mouisset
- Espace Dolly-Argaud-Harrison
- Rue des Droits-de-l'Homme
- Rue Duguesclin
- Rue Duquesne
- Rue Dussaussoy

## E
- Place Edgard-Quinet
- Rue des Émeraudes
- Place de l'Europe

## F
- Rue Félix-Jacquier
- Rue Fénelon
- Avenue Foch
- Rue Fournet
- Cours Franklin-Roosevelt

## G
- Rue de la Gaîté
- Rue Garibaldi
- Place du Général-Brosset
- Place Général-Leclerc
- Quai du Général-Sarrail
- Rue de Genève
- Rue Germain
- Rue Godefroy
- Rue Godinot
- Avenue de Grande-Bretagne

## H
- Rue d'Hanoï
- Place d'Helvétie

## I
- Rue d'Inkermann

## J
- Place Jacques-Elmaleh
- Rue Jacques-Moyron
- Rue Jean-Broquin
- Rue Jean-Jacques-de-Boissieu
- Rue Jean-Novel
- Boulevard Jules-Favre
- Place Jules-Ferry
- Rue Juliette-Récamier

## K
- Place Kléber

## L
- Pont Lafayette
- Rue Lalande
- Rue Lannes
- Cours Lafayette
- Pont de Lattre-de-Tassigny
- Rue Laurent-Vibert
- Rue du Lieutenant-Colonel-Prévost
- Rue Louis-Blanc
- Rue Louis-Guérin

## M
- Rue Malesherbes
- Place Maréchal-Lyautey
- Avenue Maréchal-de-Saxe
- Berge Marlène-Dietrich
- Rue Masséna
- Rue Michel-Rambaud
- Impasse Molière
- Rue Molière
- Rue Montgolfier
- Pont Morand
- Rue Morellet
- Rue du Musée-Guimet

## N
- Rue Ney
- Rue Notre-Dame

## P
- Passerelle de la Paix
- Rue Paul-Michel-Perret
- Allée des Pavillons
- Rue Pétrequin
- Rue Pierre-Corneille
- Rue Professeur-Weill
- Place Puvis-de-Chavannes

## R
- Esplanade Raymond-Barre
- Rue Robert

## S
- Rue Sainte-Geneviève
- Quai de Serbie
- Rue de Sèze
- Boulevard Stalingrad
- Rue Sully

## T
- Rue Tête-d'Or
- Avenue Thiers
- Rue Tronchet

## V
- Rue Vaïsse
- Rue Vauban
- Avenue Verguin
- Petite rue de la Viabert
- Rue Vendôme
- Rue de la Viabert
- Rue Viricel
- Cours Vitton

## W
- Rue Waldeck-Rousseau
- Pont Winston-Churchill

## Z
- Place Zoé-Roche